# Vargem Grande
Vargem Grande este un oraș în unitatea federativă Maranhão (MA), Brazilia.